# Jinghuo–1
A Jinghuo–1 az első kínai marskutató űrszonda volt. 2011 november 9-én indították a Bajkonuri űrrepülőtérről az orosz Fobosz-Grunt szondával együtt. A kis méretű szonda két kamerájával a felszínt fotózta, magnetométerével a bolygó mágneses terét vizsgálta volna. A tervek szerint elemeznie kellett a Mars légkörének összetételét is. Szun Lai-jan, a Kínai Nemzeti Űrügynökség igazgatója, és Anatolij Perminov, az Orosz Űrügynökség igazgatója 2007. március 26-án írtak alá együttműködési megállapodást egy közös kínai-orosz Mars-kutatási programról. Ez a megállapodás részletezte, hogy a Fobosz-Grunt orosz szonda mellett a Jinghuo–1 űrszondát is elindítják.
A kísérlet kezdeti szakaszán azonban több műszaki hiba történt, és a próbálkozás kudarccal végződött. 2012. január 15-én mindkét szonda visszatért a Föld légkörébe és megsemmisült. El nem égett darabjaik Új-Zéland és Dél-Amerika között a Csendes-óceánba zuhantak.